# Arménie (satrapie)
Arménie (arménsky Սատրապական Հայաստան – Satrapakan Hayastan, staropersky Armina nebo Arminiya) byla jednou ze satrapií Perské říše Achaimenovců (cca 550–330 př. n. l.), říše Alexandra Velikého a říše Seleukovců. Zabírala území dnešní Arménie a části Turecka, ázerbájdžánského Nachičevanu, Gruzie a Íránu.
Peršané oblast dobyli na Médech kolem roku 553 př. n. l. za Kýra Velikého, název Armina je však poprvé doložen až na Behistunském nápisu krále Dareia I. Satrapie se členila na tři menší územní jednotky, tzv. malé satrapie – na Východní Arménii, Západní Arménii a Kolchidu (správa sídlila ve Východní Arménii). Většinu obyvatelstva tvořili Arméni, hlavními jazyky byly perština a arménština. Satrapie měla značnou míru autonomie, ale musela perskému velkokráli odvádět daně a v případě války vojenské kontingenty. V době pádu achaimenovské monarchie byl satrapou (Východní) Arménie Orontés II., (malým) satrapou Západní Arménie patrně Mithrausés, účastník bitvy u Gaugamél. Alexandr Veliký oblast nikdy plně neovládl, i když se o to ze všech sil pokoušel – jeho kandidát na úřad satrapy, Mithrenés, se však proti Orontovi nedokázal prosadit. Západní Arménie se později stala dějištěm válek diadochů a nakonec spolu s Arménií Východní součástí říše Seleukovců.
Administrativně podléhal arménský satrapa velkému satrapovi médskému, jehož sídlem byly Ektabany, dnešní Hamadán. Vedle Arménie a vlastní Médie náležely k médské satrapii ještě Parthie a Chorasmie.